# Merelbeke
Merelbeke est une commune néerlandophone de Belgique située en Région flamande, dans la province de Flandre-Orientale. La commune devrait fusionner avec celle de Melle le 1er janvier 2025 pour former Merelbeke-Melle.

## Sections de la commune
| # | Section          | Superf. (km2) | Habitants (2020) | Habitants par km2 | Code INS |
| - | ---------------- | ------------- | ---------------- | ----------------- | -------- |
| 1 | Merelbeke (I)    | 15,02         | 18.209           | 1.212             | 44043A   |
| 2 | Lemberge (III)   | 4,30          | 1.041            | 242               | 44043A3  |
| 3 | Bottelare (II)   | 3,01          | 1.884            | 626               | 44043B   |
| 4 | Munte (V)        | 5,18          | 626              | 121               | 44043C   |
| 5 | Schelderode (VI) | 5,67          | 1.545            | 273               | 44043D   |
| 6 | Melsen (IV)      | 3,82          | 1.445            | 378               | 44043E   |

### Communes limitrophes
- a. Melle
- b. Gontrode (Melle)
- c. Landskouter (Oosterzele)
- d. Moortsele (Oosterzele)
- e. Scheldewindeke (Oosterzele)
- f. Baaigem (Gavere)
- g. Gavere
- h. Vurste (Gavere)
- i. Zevergem (De Pinte)
- j. Zwijnaarde (Gent)
- k. Gent
- l. Ledeberg (Gent)
- m. Gentbrugge (Gent)

## Héraldique
|  | La commune possède des armoiries qui lui ont été octroyées le 21 juillet 1923, changées le 26 mars 1980 et légèrement modifiées le 11 juin 1991. Les premières armoiries ont été accordées en 1923. Elles montraient un pont sur un ruisseau ("Beek" en néerlandais) et ont été utilisées pendant un certain temps. Après les fusions de 1964 et de 1977, la municipalité adopta de nouvelles armoiries, inspirées des armoiries de l'ancienne municipalité de Schelderode. Ces armoiries sont basées sur l'ancien sceau du marquisat de Rode, connu depuis 1717. Comme toute la nouvelle municipalité faisait partie du marquisat de Rode, il a été considéré que des armoiries plus logiques que les anciennes armes de Merelbeke soient octroyées à la nouvelle municipalité. Le seul changement avec les armoiries de Schelderode était la couleur de la bordure, qui a été corrigée au rouge historique. En 1991, quelques petites modifications ont été apportées pour corriger l'image, la bordure sur le drapeau, par exemple, mais aucune modification n'a été apportée au blasonnement. Les armoiries de Schelderode lui acaien été octroyées le 6 juin 1962. Ces armes sont basées sur l'ancien sceau du marquisat de Rode, connu depuis 1717. L'écu principal montrait les armoiries de Robert de Cassel, deuxième fils de Robrecht de Béthune, comte de Flandre, qui acquit les 17 paroisses de la région de Rode entre 1320 et 1331. Ses sceaux montraient le lion de Flandre avec une bordure. Les couleurs étaient déjà connues à partir d'un rouleau d'armoiries à Turin datant de 1312. Les armoiries apparaissent également dans l'armorial Gelre au XIVe siècle. La bannière montre les armoiries de la famille Rodriguez de Evora et Vega, seigneurs de la région depuis 1602 et promus de 1682 à 1799 aux marquisat de Rode. Les armoiries n'avaient toutefois pas été octroyées aux couleurs historiques appropriées. La bordure dans l'écu principal doit être rouge et non noir, et les chiffres sur la bannière doivent faire face à l’autre sens. Cela a été corrigé dans les armoiries de la nouvelle municipalité de Merelbeke qui a adopté celles de Schelderode. Blasonnement : D'or au lion de sable armé et lampassé de gueules, à la bordure engrelée de gueules. L'écu tenu par un lion de sable, assis et de face, tenant de sa dextre une bannière, écartelé: 1. et 4. d'azur à trois étoiles à six pointes d'or. 2. et 3. d'azur au lion contourné d'or lampassé de gueules, une barre de gueules brochant sur le tout, chargée en chef d'une comète d'or et en pointe d'un rocher à trois sommets du même. Ecusson: D'or à un lion contourné de sable, armé et lampassé de gueules, à la bordure engrelée de sable. Source du blasonnement : Heraldy of the World. |

## Démographie

### Évolution démographique: Avant la fusion des communes
- Sources : INS, Rem. : 1831 jusqu'en 1970 = recensements, 1976 = nombre d'habitants au 31 décembre[3].

## Évolution démographique de la commune fusionnée
Graphique de l'évolution de la population de la commune. Les données ci-après intègrent les anciennes communes dans les données avant la fusion en 1977.
- Source : DGS - Remarque: 1831 jusqu'à 1981=recensement; depuis 1990=nombre d'habitants chaque 1er janvier[4]